# نجم بسجس 2015
نجم بسجس 2015 (بالإنجليزية: 2015 Étoile de Bessèges)‏  هو سباق دراجات هوائية، وهو الموسم رقم 45 من نفس السباق، وأقيم خلال الفترة 4 فبراير 2015، وحتى 8 فبراير 2015، وهو أحد سباقات طواف أوروبا للدراجات 2015، وهو من نوع سباق المرحلة.
فاز فيه بالمركز الأول بوب جونهيلس.

## المراحل
| قائمة المراحل | قائمة المراحل | قائمة المراحل                         | قائمة المراحل  | قائمة المراحل | قائمة المراحل   | قائمة المراحل |
| المرحلة       | التاريخ       | الدورة                                |                | المسافة (كم)  | الفائز بالمرحلة | القائد العام  |
| ------------- | ------------- | ------------------------------------- | -------------- | ------------- | --------------- | ------------- |
| 1             | 4 فبراير      | Bellegarde, Gard ‏ – بوكير، غارد       | مرحلة مستوية   | 152           | كريس بويكمانز   | كريس بويكمانز |
| 2             | 5 فبراير      | نيم – Allègre-les-Fumades ‏            | مرحلة مستوية   | 155           | روي يانس        | كريس بويكمانز |
| 3             | 5 فبراير      | بسجس – بسجس                           | مرحلة مستوية   | 152.6         | بريان كوكار     | إدوارد ثيونس  |
| 4             | 7 فبراير      | Laudun-l'Ardoise ‏ – Laudun-l'Ardoise ‏ | مرحلة مستوية   | 156.3         | توني قالوبا     | إدوارد ثيونس  |
| 5             | 8 فبراير      | أليس (فرنسا) – أليس (فرنسا)           | فردي ضد الساعة | 12            | بوب جونهيلس     | بوب جونهيلس   |

## الفائزون
| الترتيب | الفائز      |
| ------- | ----------- |
| الفائز  | بوب جونهيلس |

## وصلات خارجية
- الموقع الرسمي